# Memento Mori (album)
Pour les articles homonymes, voir Memento Mori.
Albums de Depeche Mode
Spirit
(2017)
Singles
1. Ghosts Again
Sortie : 9 février 2023
2. My Cosmos Is Mine
Sortie : 16 juin 2023
3. Wagging Tongue
Sortie : 7 juillet 2023
4. Speak To Me
Sortie : 11 août 2023
5. My Favorite Stranger
Sortie : 20 octobre 2023
6. Before We Drown
Sortie : 9 février 2024
7. People Are Good
Sortie : 5 avril 2024

Memento Mori est le quinzième album studio du groupe Depeche Mode sorti en 2023.

## Historique
Le 26 mai 2022, Andy Fletcher — membre fondateur du groupe — meurt d'une dissection aortique. Le chanteur Dave Gahan révèle plus tard en interview qu'Andy Fletcher n'avait enregistré aucun matériel du futur album avant sa mort.
En août 2022, une photographie de Martin L. Gore et Dave Gahan en studio est partagée sur les réseaux sociaux précisant qu'ils travaillent sur de nouveaux titres,
Le 4 octobre 2022, le groupe révèle le titre de l'album — Memento Mori — lors d'une conférence de presse à Berlin, et annonce une tournée mondiale. La sortie de l'album est alors envisagée pour fin mars 2023, pour coïncider avec le début de la tournée le 23 mars 2023. 
Le Memento Mori World Tour s'étendra sur 112 dates dans les arénas et stades d'Amérique du Nord et d'Europe. La tournée a été lancée à Sacramento, CA, États-Unis, en mars 2023 et se terminera à Cologne, Allemagne, en avril 2024.

## Singles
Le premier single extrait de l'album est Ghosts Again, dévoilé le 2 février 2023 sur le compte Twitter du groupe, avant une sortie officielle le 9 février 2023, avec la publication d'un clip réalisé par Anton Corbijn.
Le 9 mars 2023, le titre My Cosmos Is Mine est disponible sur les plateformes pour promouvoir l'album. En plus d'ouvrir le nouvel opus, la pièce est présentée en ouverture de spectacle lors de la tournée Memento Mori World Tour. Elle fut choisie comme deuxième extrait de l'album le 16 juin 2023.
Trois autres singles suivirent ensuite, soit Wagging Tongue (7 juillet 2023), Speak To Me (11 août 2023) et My Favorite Stranger (20 octobre 2023), faisant de Memento Mori le premier album de Depeche Mode à lancer cinq extraits.
Le 29 janvier 2024, la pièce Before We Drown a fait l'objet d'un clip officiel. Réalisée par Anton Corbijn, la vidéo a été lancée en cette date sur les plateformes de streaming. Deux jours plus tôt, le titre a été inclus dans le répertoire de la tournée lors du spectacle présenté à The O2 Arena de Londres en Angleterre.
Enfin un septième single voit le jour le 5 avril 2024, People Are Good. Toujours réalisé par Anton Corbijn, un clip officiel est lancé cette même date pour accompagner la pièce.

## Liste des titres
| 1.    | My Cosmos Is Mine     | - Martin L. Gore                              | 5:18 |
| 2.    | Wagging Tongue        | - Gore - Dave Gahan                           | 3:25 |
| 3.    | Ghosts Again          | - Gore - Richard Butler                       | 3:58 |
| 4.    | Don't Say You Love Me | - Gore - Butler                               | 3:44 |
| 5.    | My Favourite Stranger | - Gore - Butler                               | 3:55 |
| 6.    | Soul with Me          | - Martin L. Gore                              | 4:15 |
| 7.    | Caroline's Monkey     | - Gore - Butler                               | 4:17 |
| 8.    | Before We Drown       | - Gahan - Peter Gordeno - Christian Eigner    | 4:08 |
| 9.    | People Are Good       | - Martin L. Gore                              | 4:24 |
| 10.   | Always You            | - Martin L. Gore                              | 4:19 |
| 11.   | Never Let Me Go       | - Martin L. Gore                              | 4:04 |
| 12.   | Speak to Me           | - Gahan - Marta Salogni - Eigner - James Ford | 4:37 |
| 50:24 |                       |                                               |      |

## Crédits

### Depeche Mode
- Dave Gahan
- Martin L. Gore

### Musiciens additionnels et technique
- James Ford : réalisateur artistique, programmation, Synthétiseurs additionnels, guitare, basse, pedal steel guitar, percussions, arrangement des cordes (titre 4), piano (3)
- Marta Salogni : programmation, producteur, mixage, ingénieur du son
- Davide Rossi : arrangement des cordes, violon  et violoncelle (3, 4, 5, 6, 8, 10 et 12)
- Desiree Hazley : violon (3, 4, 5, 6, 8, 10 et 12)
- Luanne Homzy : violon  (3, 4, 5, 6, 8, 10 et 12)

### Equipe de production
- Daniel Miller : Directeur Artistique
- Greg White : Assistant ingénieur du son
- Francine Perry : Assistant ingénieur du son
- Grace Banks : iAssistant ingénieur du son
- Adrian Hierholzer : Enregistrement des voix
- Matt Colton (en) : mastering
- Jonathan Kessler :  Management
- Alex Pollock : Management

### Design
- Anton Corbijn : pochette, visuels, design et direction artistique
- Yaël Temminck : Assistant

## Classements et certifications
| Chart (2023)                       | Meilleure place |
| ---------------------------------- | --------------- |
| Allemagne (Media Control AG)       | 1               |
| Australie (ARIA)                   | 36              |
| Autriche (Ö3 Austria Top 40)       | 1               |
| Belgique (Flandre Ultratop)        | 2               |
| Belgique (Wallonie Ultratop)       | 1               |
| Canada (Canadian Albums Chart)     | 8               |
| Danemark (Tracklisten)             | 1               |
| Écosse (OCC)                       | 4               |
| Espagne (Promusicae)               | 2               |
| États-Unis (Billboard 200)         | 14              |
| Finlande (Suomen virallinen lista) | 4               |
| France (SNEP)                      | 1               |
| Irlande (Irish Albums Chart)       | 3               |
| Italie (FIMI)                      | 1               |
| Norvège (VG-lista)                 | 5               |
| Nouvelle-Zélande (RIANZ)           | 38              |
| Pays-Bas (Mega Album Top 100)      | 3               |
| Portugal (AFP)                     | 3               |
| Royaume-Uni (UK Albums Chart)      | 2               |
| Suède (Sverigetopplistan)          | 1               |
| Suisse (Schweizer Hitparade)       | 1               |

| Pays          | Certification | Ventes certifiées |
| ------------- | ------------- | ----------------- |
| France (SNEP) | Or            | 50 000            |